# Ад Херкулем
Ад Херкулем (лат. Ad Herculem; дословно Херкулу) било је римско утврђење које се налазило у склопу панонског дела Дунавског лимеса. Према „Списку достојанстава“ (лат. Notitia Dignitatum), посаду су чиниле „херкулске“ помоћне јединице (лат. auxilia Herculensia).
Обично се поистовећује са римским утврђењем на локалитету Просјанице у Чортановцима, недалеко од Новог Сада, у Србији. Утврђење је правоуганог облика. Приближне димензије су му 100 x 70 метара. На угловима има куле са кружном основом. На основу налаза новца и опеке датирано је крајем 3. и почетком 4. века.
Утврђење је открио Музеј града Новог Сада 1955. Сондажним ископавањем 1956. утврђене су му димензије. Систематска ископавања вођена су јуна-јула 1961. под покровитељством Музеја Војводине у Новом Саду.